# موش برنج زرد
موش برنج زرد (نام علمی: Aegialomys xanthaeolus) نام یک گونه از سرده موش‌های کرانه است.